# シファン・ハッサン
シファン・ハッサン（Sifan Hassan、1993年1月1日 - ）は、エチオピア生まれでオランダの陸上競技選手。1500メートル競走、1マイル競走、3000m競走、5000メートル競走、10000メートル競走、ハーフマラソン、マラソンのヨーロッパ記録保持者。2021年に記録した10000メートルの29分6秒82は当時の世界記録だった。

## 経歴
2021年6月6日、10000メートルで29分6秒82を記録し、世界新記録を達成した
が、わずか2日後にレテセンベト・ギデイに更新された。
2020年東京オリンピックの陸上競技では、1500メートルで3分55秒86を記録し銅メダル、5000メートルで14分36秒79を記録し金メダル、10000メートルで29分55秒32を記録し金メダルを獲得した。
2024年パリオリンピックの陸上競技では5000mと10000mで銅メダルを獲得した後、マラソンに出場して金メダルを手にした。

## 主要大会での成績
| 年   | 大会                         | 会場                       | 種目 | 結果   | 補足     |
| ---- | ---------------------------- | -------------------------- | ---- | ------ | -------- |
| 2015 | 2015年世界陸上競技選手権大会 | 中華人民共和国、北京       | 5位  | 800m   | 1:58.50  |
| 2015 | 2015年世界陸上競技選手権大会 | 中華人民共和国、北京       | 3位  | 1500m  | 4:09.34  |
| 2016 | リオデジャネイロオリンピック | ブラジル、リオデジャネイロ | 21位 | 800m   | 2:00.27  |
| 2016 | リオデジャネイロオリンピック | ブラジル、リオデジャネイロ | 5位  | 1500m  | 4:11.23  |
| 2017 | 2017年世界陸上競技選手権大会 | イギリス、ロンドン         | 5位  | 1500m  | 4:03.34  |
| 2017 | 2017年世界陸上競技選手権大会 | イギリス、ロンドン         | 3位  | 5000m  | 14:42.73 |
| 2019 | 2019年世界陸上競技選手権大会 | カタール、ドーハ           | 1位  | 1500m  | 3:51.95  |
| 2019 | 2019年世界陸上競技選手権大会 | カタール、ドーハ           | 1位  | 10000m | 30:17.62 |
| 2021 | 東京オリンピック             | 日本、東京                 | 3位  | 1500m  | 3:53.11  |
| 2021 | 東京オリンピック             | 日本、東京                 | 1位  | 5000m  | 14:36.79 |
| 2021 | 東京オリンピック             | 日本、東京                 | 1位  | 10000m | 29:55.32 |
| 2022 | 2022年世界陸上競技選手権大会 | アメリカ合衆国、ユージーン | 6位  | 5000m  | 14:48.12 |
| 2022 | 2022年世界陸上競技選手権大会 | アメリカ合衆国、ユージーン | 4位  | 10000m | 30:10.56 |
| 2023 | 2023年世界陸上競技選手権大会 | ハンガリー、ブダペスト     | 3位  | 1500m  | 3:56.00  |
| 2023 | 2023年世界陸上競技選手権大会 | ハンガリー、ブダペスト     | 2位  | 5000m  | 14:54.11 |
| 2023 | 2023年世界陸上競技選手権大会 | ハンガリー、ブダペスト     | 11位 | 10000m | 31:53.35 |